# Vera (pigenavn)
 For alternative betydninger, se Vera. (Se også artikler, som begynder med Vera)
Vera er et pigenavn, der stammer fra latin verus, der betyder "den sande". 3.472 danskere bar navnet i 2021 ifølge Danmarks Statistik.

## Kendte personer med navnet
- Vera Dusjevina, russisk tennisspiller.
- Vera Gebuhr, dansk skuespiller.
- Vera Lynn, engelsk sanger.
- Vera Zvonarjova, russisk tennisspiller.
- Vera Schalburg, sovjetisk, tysk og britisk agent

## Navnet i fiktion
- Paul McCartney synger om Vera i The Beatles-sangen "When I'm Sixty-Four".
- "Vera" er en sang på Pink Floyds album The Wall og henviser til Vera Lynn.

## Andre betydninger
- Veracruz er et stednavn, der især anvendes i Latinamerika